# Збигњев Цибулски
Збигњев Хуберт Цибулски (пољ. Zbigniew Hubert Cybulski; 3. новембар 1927 — 8. јануар 1967) је био пољски позоришни и филмски глумац.

## Биографија
Рођен је 3. новембра 1927. године у данашњој Украјини. Вишу школу глуме је завршио 1953. године у Кракову, после чега је почео да ради у гдањским позориштима. Ипак, највећу популарност је стекао глумећи у филмовима. Његова најбоља улога је у филму Пепео и дијамант режисера Анджеја Вајде. Погинуо је 8. јануара 1967. у Вроцлаву падом под воз враћајући се са снимања филма Убица оставља траг. Сахрањен је у Катовицама.

## Филмографија
- Каријера - 1954
- Поколење - 1954
- Крај ноћи - 1956
- Осми дан недеље - 1958
- Пепео и дијамант - 1958
- Воз - 1959
- Атентат - 1959
- Довиђења до сутра (и аутор сценарија) - 1960
- Невини чаробњаци - 1960
- Растанак - 1960
- Како је бити вољена - 1962
- Лутка - 1962
- Љубав двадесетогодишњака - 1962
- Ћутање - 1963
- Злочинац и госпођа - 1963
- Att alska - 1964
- Ђузепе у варшави - 1964
- Пингвин - 1964
- Рукопис пронађен у Сарагоси - 1964
- Салто - 1965
- Сам усред града - 1965
- Илузија - 1966
- Шифре - 1966
- Убијца оставља траг, недовршен - 1967